# Rio dos Bois
Rio dos Bois est une municipalité brésilienne située dans l'État du Tocantins.